# Acid Drinkers
Acid Drinkers er et polsk heavy metal-band, der blev stiftet i september 1986.

## Gruppemedlemmer
- Tomasz "Titus" Pukacki – sang, bas(1986-)
- Darek "Popcorn" Popowicz – første guitar (1986-)
- Maciek "Ślimak" Starosta – trommer (1989-)
- Robert "Litza" Friedrich - rytmisk guitar, sang (1986-1998, 2024-)

Tidligere Medlemmer:
- Przemek "Perła" Wejmann – rytmisk guitar, sang (1998 – 2003)
- Tomek "Lipa" Lipnicki – rytmisk guitar, sang (2003 – 2004)
- Alex "Olass" Mendyk – rytmisk guitar, sang (2004 – 2008)
- Wojciech "Jankiel" Moryto - rytmisk guitar, sang (2009-2016)
- Łukasz "Dzwon" Cyndzer - rytmisk guitar, sang (2017-2024)
- Piotr "Chomik" Kuik - trommer (1986)
- Maciej "Ślepy" Głuchowski - trommer (1986)

## Udgivelser
Albums
- 1990 – Are You A Rebel?
- 1991 – Dirty Money, Dirty Tricks
- 1992 – Strip Tease
- 1993 – Vile Vicious Vision
- 1994 – Fishdick
- 1994 – Infernal Connection
- 1996 – The State Of Mind Report
- 1998 – High Proof Cosmic Milk
- 1998 – Varran Strikes Back – Alive !!!
- 1999 – Amazing Atomic Activity
- 2000 – Broken Head
- 2002 – Acidofilia
- 2004 – Rock Is Not Enough...
- 2008 – Verses Of Steel
- 2010 – Fishdick Zwei – The Dick Is Rising Again
- 2012 – La PArt Du Diable
- 2014 – 25 Cents For A Riff
- 2016 – Peep Show

Dvd og Video
- 15 Screwed Years (2004)
- The Hand That Rocks The Coffin (2006)